# Мать Тереза
Святая Тере́за Кальку́ттская (настоящее имя Агне́с Го́ндже Бояджи́у; алб. Anjezë Gonxhe Bojaxhiu, арум. Agnesa (Antigona) Gongea Boiagi; 26 августа 1910, Скопье, Османская империя — 5 сентября 1997, Калькутта, Индия), известная во всём мире как мать Тереза — католическая монахиня, основательница женской монашеской конгрегации сестёр — миссионерок любви, занимающейся служением бедным и больным.
Лауреат Нобелевской премии мира (1979).
В 2003 году причислена католической церковью к лику блаженных, 4 сентября 2016 года — канонизирована (причислена к лику святых).
Деятельность Терезы критиковалась в связи с сомнительными политическими связями монахини, неэффективным использованием полученных от пожертвований средств и отказом от использования обезболивающих средств в ходе лечения.

## Биография

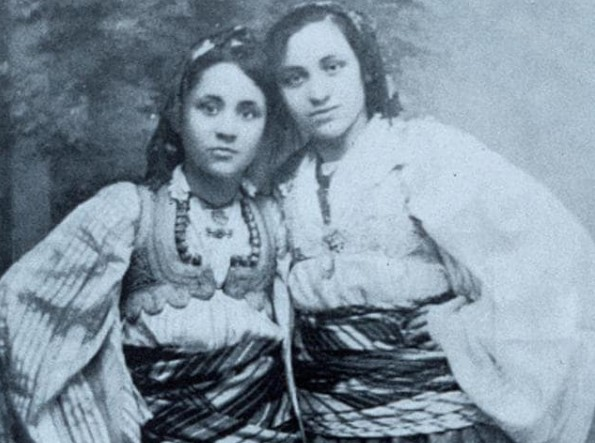
Агнес Гондже Бояджиу и её старшая сестра

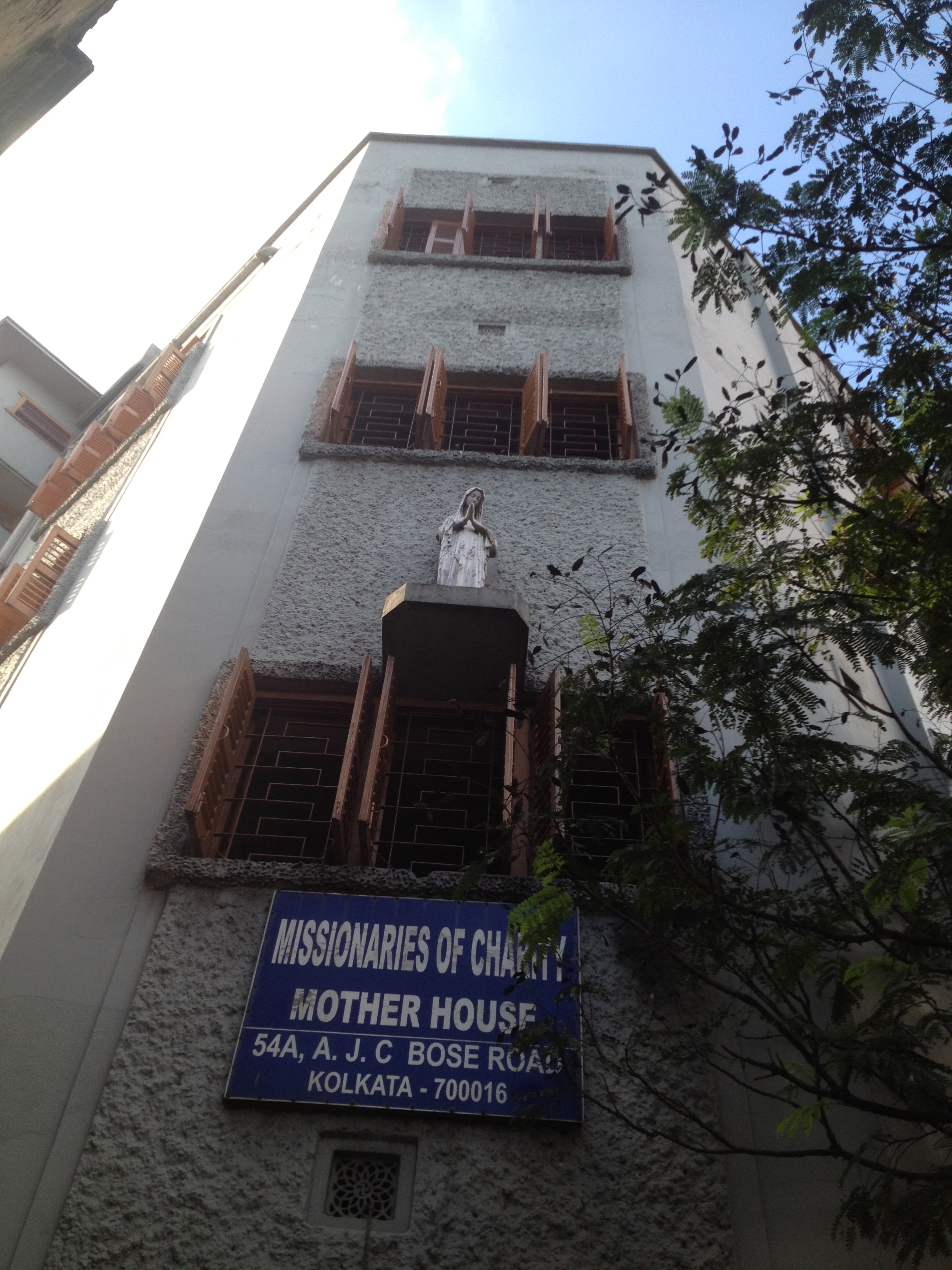
Миссионеры благотворительного дома в Калькутте

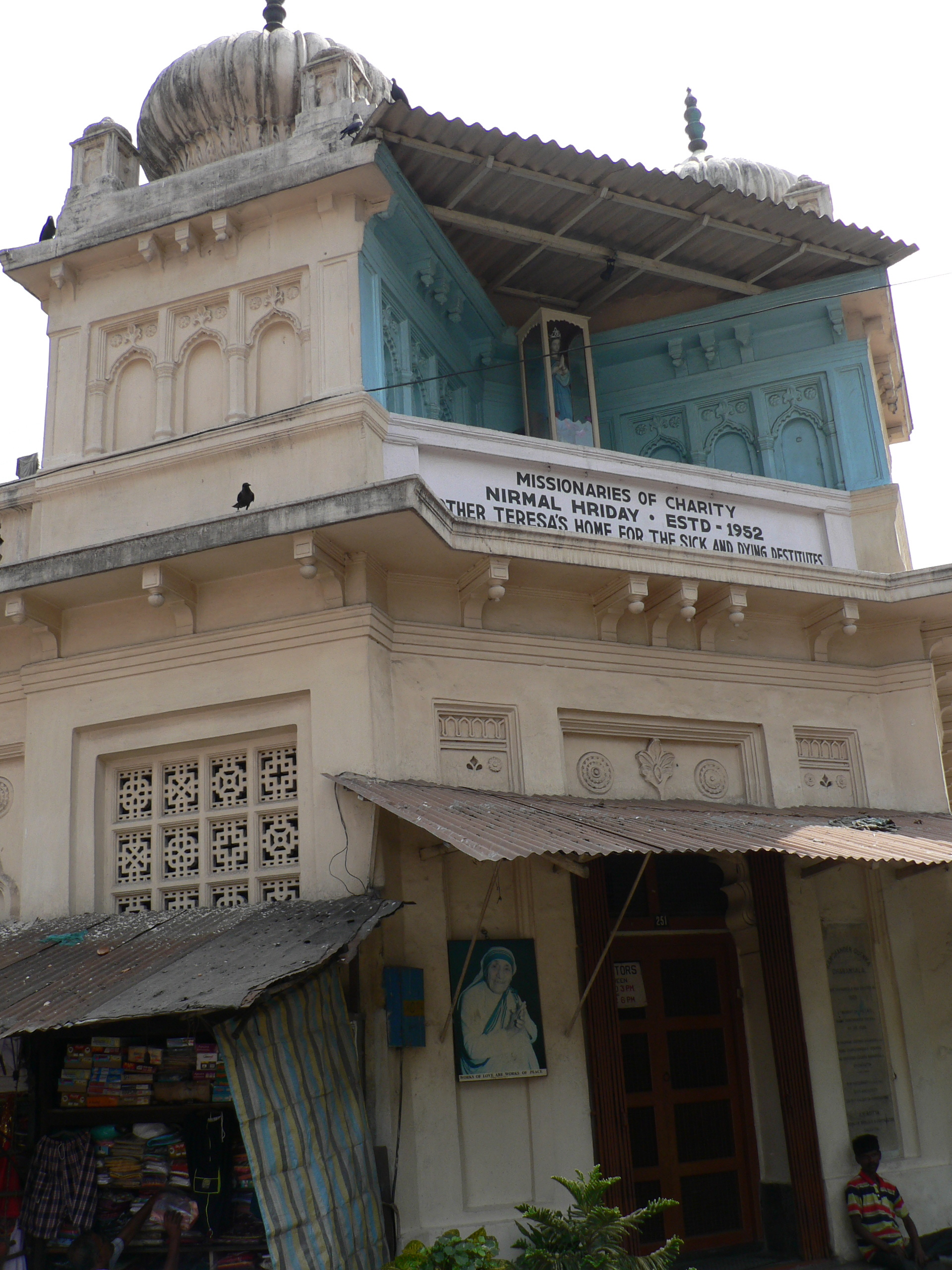
Нирмал Хридай, Калькуттский хоспис Матери Терезы, в 2007 году

Агнес Гондже Бояджиу родилась 26 августа 1910 года в македонском городе Скопье и была младшим ребёнком в семье косовских албанцев Дранфиле и Николы Бояджиу. Позднее сама Мать Тереза называла своим «настоящим днём рождения» 27 августа — день её крещения. Её родители были католиками. У неё была сестра Агата и брат Лазар. Семья была весьма обеспеченной — отец был совладельцем крупной строительной фирмы и преуспевающим торговцем. Дранфиле много времени посвящала молитве и богослужениям, а также делам милосердия. Бедных радушно принимали в семье Бояджиу, кроме того, Дранфиле с детьми посещала несколько бедных семей. Никола был убит в 1919 году. Дранфиле осталась с тремя детьми, зарабатывала на жизнь шитьём, вышивкой и разной другой работой.
В 1928 году Агнес Гонджа окончила среднюю школу. Однажды она услышала, как священник её прихода читает письма от миссионеров из Индии, после чего, как она утверждала, внутренний голос призывал её стать миссионеркой в Индии. Она уехала в Ирландию и там вступила в монашеский орден «Ирландские сёстры Лорето».
Вскоре орден направил её в Калькутту, где в 1937 году Агнес приняла монашеские обеты и взяла себе монашеское имя Тереза в честь Святой Терезы де Лизье. Затем около 20 лет она преподавала в школе для девочек при монастыре.
10 сентября 1946 года мать Тереза отправилась на ежегодное Говение в Дарджилинг. В поезде по пути туда, как она утверждала, она услышала внутренний голос, который говорил: «Иди и живи среди бедных, а Я буду с тобой». Но лишь в августе 1948 года она получила от руководства ордена разрешение покинуть монастырь и помогать бедным и обездоленным Калькутты.
7 октября 1950 года мать Тереза получила разрешение от Папы Римского Пия XII на создание Ордена сестёр милосердия — миссионерок любви, деятельность которого была направлена на создание школ, приютов, больниц для бедных и тяжелобольных людей, независимо от их национальности и вероисповедания.
К 1996 году эта конгрегация имела 400 отделений в 111 странах мира, 700 домов милосердия в 120 странах мира, регулярно оказывала продовольственную помощь 500 тыс. семей, оказывала медицинскую помощь 250 тыс. человек в организованных при отделениях ордена лечебницах, лепрозориях, клиниках для больных СПИДом. В школах при отделениях ордена обучалось 20 тыс. детей. Деятельность ордена финансируется за счёт пожертвований, поступающие от частных лиц, компаний, общественных и международных организаций, государственных органов. По неофициальным оценкам, её годовой бюджет составляет $10–50 млрд.
В 1973 году мать Тереза стала первым лауреатом Темплтоновской премии за прогресс в религии.
В 1979 году матери Терезе была присуждена Нобелевская премия мира «За деятельность в помощь страждущему человеку».
Она умерла 5 сентября 1997 года в Калькутте (Индия) на 88-м году жизни. 19 октября 2003 года беатифицирована (причислена к лику блаженных) католической церковью. 4 сентября 2016 года причислена к лику святых.

## Религиозная жизнь
Мать Тереза однажды сказала о своём служении, что оно основано на её вере в Христа.
Из-за того, что мы не видим Христа, мы не можем выразить Ему нашу любовь, но ближних всегда можем видеть и по отношению к ним поступать так, как поступали бы по отношению ко Христу, если бы видели Его.
Согласно некоторым источникам, в частном порядке мать Тереза переживала сомнения и борьбу по поводу своих религиозных убеждений, которые продолжались на протяжении почти пятидесяти лет, вплоть до самой её смерти, в течение которых «она не ощущала присутствия Бога вообще, ни в сердце, ни в Причастии» как было изложено её постулатором, канадским священником Брайаном Колодейчуком (англ. Brian Kolodiejchuk). Мать Тереза испытывала глубокие сомнения в существовании Бога и боль из-за отсутствия в ней веры:
Где моя вера? Даже глубоко внутри …  нет ничего кроме пустоты и тьмы … Если Бог существует — пожалуйста, прости мне. Когда я пытаюсь обратить мои мысли небесам, возникает такое осознание там пустоты, что эти самые мысли возвращаются как острые ножи и ранят мою самую душу… Как болезненна эта неизвестная боль — у меня нет веры. Отвергнутая, пустая, без веры, без любви, без рвения… Для чего я борюсь? Если нет Бога, не может быть и души. Если нет души, тогда, Иисус, ты тоже неправда.

## Ухудшение здоровья и смерть
В Риме в 1984 году во время визита к папе римскому Иоанну Павлу II у матери Терезы случился сердечный приступ. После второго приступа в 1989 году ей установили кардиостимулятор.
В 1991 году после борьбы с пневмонией в Мексике она страдала от дальнейших проблем с сердцем. Мать Тереза предложила отказаться от своего положения в качестве главы Ордена милосердия. Но монахини ордена на тайном голосовании проголосовали против.
В апреле 1996 года мать Тереза упала и сломала ключицу. В августе того же года она заболела малярией, а также страдала недостаточностью левого желудочка сердца. Она перенесла операцию на сердце, но было ясно, что её здоровье ухудшается. Когда мать Тереза заболела, она приняла решение, что будет лечиться в хорошо оборудованной больнице в Калифорнии, а не в одной из своих клиник. Архиепископ Калькутты Генри Себастьян Д’Сауза, говорит, что когда мать Тереза впервые была госпитализирована с сердечными проблемами, он приказал священнику выполнять над ней с её разрешения обряд экзорцизма, потому как считал, что она может быть под угрозой со стороны дьявола.
13 марта 1997 года мать Тереза сложила с себя обязанности руководителя Ордена милосердия. Она умерла 5 сентября 1997 года. На момент её смерти было более 4000 миссионеров ордена матери Терезы, работающих в 610 представительствах в 123 странах.

## Награды
- Падма Шри (1962, Индия)[28].

Президент США Рейган вручает матери Терезе медаль Свободы. Церемония в Белом доме, 20 июня 1985 года

- Премия Рамона Магсайсая (1962, Филиппины)[29].
- Премия имени Джавахарлала Неру за международное взаимопонимание[англ.] (1969, Индия)[30].
- Премия мира Иоанна XXIII (1971, Ватикан)[31].
- Темплтоновская премия (1973, США)[32].
- Международная премия Альберта Швейцера (1975, США)[33][34].
- Премия «Pacem in Terris»[англ.] (1976, США)[35].
- Медаль Ла Сторта за службу человечеству (1976, США)[36].
- Орден Британской империи степени офицера (1977, Великобритания)[37].
- Премия Бальцана (1978, Италия)[38].
- Нобелевская премия мира (1979, Швеция)[39].
- Патрональная медаль[англ.] (1979, США)[40][41].
- Бхарат Ратна (1980, Индия)[42].
- Почётное гражданство Скопье (1980, Македония)[43]
- Орден «Легион Почёта»[пол.] (1980, Гаити)[44][45].
- Орден Австралии степени компаньона (1982, Австралия)[46][47].
- Орден «Охотник буйвола»[итал.] (1982, Канада)[48].
- Орден Заслуг (1983, Великобритания)[49][50].
- Президентская медаль Свободы (1985, США)[51][52].
- Золотая медаль «Борцу за мир» от Советского комитета защиты мира (1987, СССР)[53].
- Золотая медаль имени Льва Толстого от Российского детского фонда (1990, СССР)[54].
- Почётное гражданство Загреба (1990, Хорватия)[55][56]
- Премия ЮНЕСКО за мирное образование[англ.] (1992, ООН)[57].
- Орден Королевы Елены (1995, Хорватия)[58]
- Почётное гражданство США (1996, США)[59].
- Орден Улыбки (1996, Польша)[60][61].
- Орден «Честь нации»[англ.] (1996, Албания)[62].
- Золотая медаль Конгресса США (1997, США)[63].
- Большой крест национального орден Почёта и Заслуг (Гаити).

## Память о матери Терезе

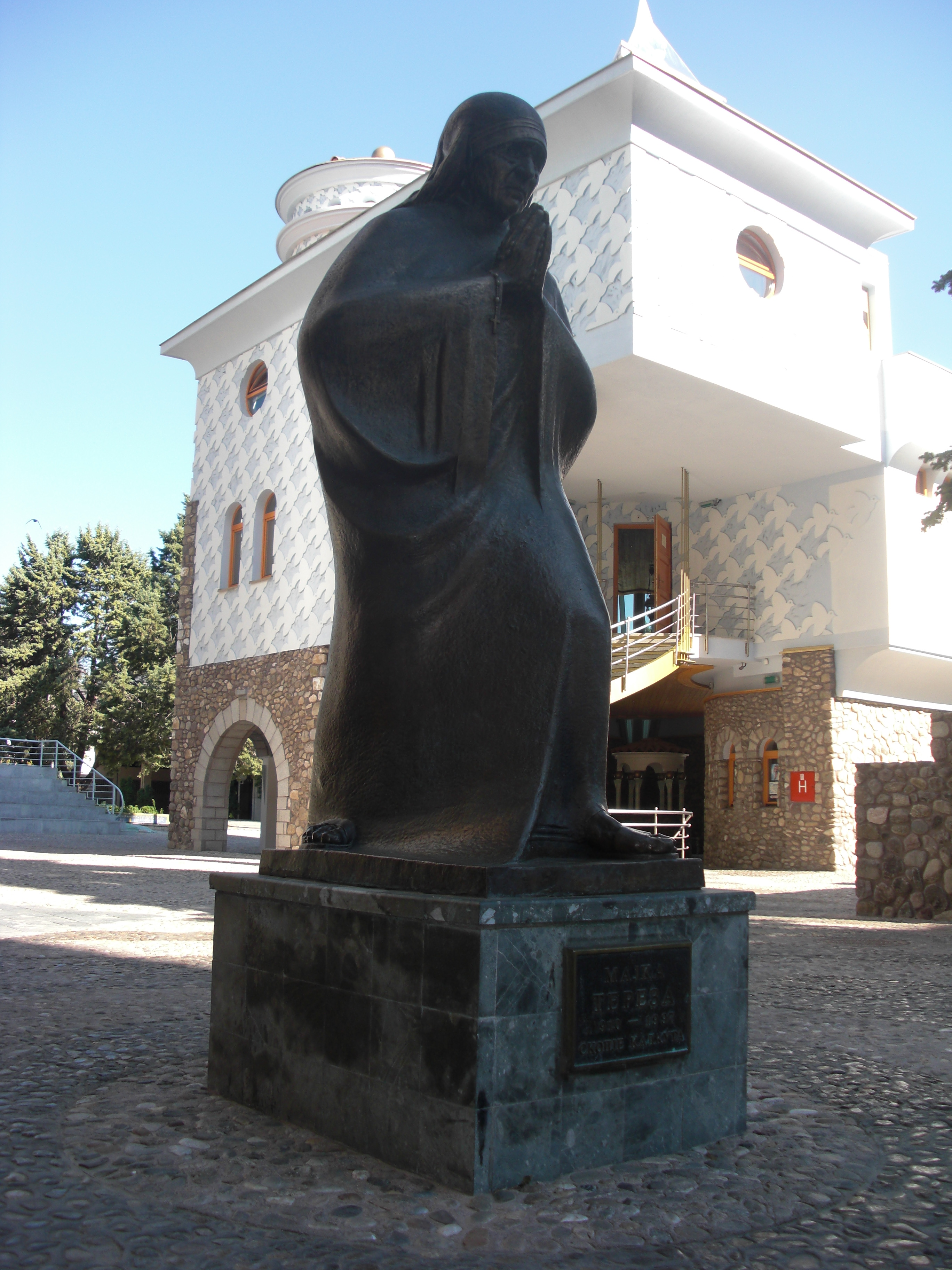
Памятник матери Терезе в родном городе Скопье

- Крупнейший международный аэропорт Албании назван в честь матери Терезы[64].
- В 2010 году в Индии выпущена в обращение монета достоинством в 5 рупий, посвящённая матери Терезе[65].
- 26 сентября 2011 в Москве на территории собора Непорочного Зачатия Пресвятой Девы Марии был открыт памятник матери Терезе[66].

### Фильмы о матери Терезе
О матери Терезе снято несколько документальных и художественных фильмов:
- В 1969 году вышел документальный фильм, а в 1971 году и книга «Something Beautiful for God» Малкольма Маггериджа о матери Терезе.
- Документальный фильм 1994 года «Ангел из ада»[англ.] с критикой деятельности матери Терезы.
- В 1997 году снят художественный фильм с Джеральдиной Чаплин в роли матери Терезы. Картина называлась «Мать Тереза: Во имя беднейших Господа», режиссёром выступил Кевин Коннор. Лента завоевала премию на Фестивале киноискусств в 1998 году.
- В 2003 году вышел фильм «Мать Тереза Калькуттская», который получил награду «CAMIE award» 2007 года. Главную роль исполнила известная британская актриса Оливия Хасси. Режиссёр картины — итальянец Фабрицио Коста.
- В 2014 году вышел фильм «Письма Матери Терезы» (англ. The Letters). Главную роль исполнила актриса Джульет Стивенсон.
- В 2022 году вышел фильм «Мать Тереза» (англ. Mother Teresa & Me). Главную роль исполнила актриса Жаклин Фритши-Корназ.

### В музыке
- 11 января 2024 года вышла песня «Teresa & Maria», исполненная в дуэте Alyona Alyona и Jerry Heil. С этой песней они представили Украину на «Евровидении-2024», где заняли 3 место из 26, с 453 баллами.

## Критика
Согласно докладу канадских учёных Сержа Лариве, Женевьев Шенар и Кэрол Сенехал, клиники Терезы получали пожертвования на миллионы долларов, но их пациенты не получали медицинской помощи, систематической диагностики, необходимого питания и достаточного количества анальгетиков для страдающих. Лариве и его коллеги предполагали, что «Мать Тереза считала, что больной должен страдать, как Христос на кресте».
В отчёте, опубликованном в немецком журнале Stern, утверждается, что в 1991 году только 7 % пожертвований, поступивших в миссию милосердия, были использованы на благотворительные цели.
Когда 26 июля 1963 года её родной город Скопье в результате землетрясения сильно пострадал (там погибло 1070 человек и было разрушено 75 % зданий), Агнес Бояджиу отказалась выделять ему финансовую помощь от своего монашеского ордена.
Во время природных катаклизмов в Индии, жертвами которых становились сотни тысяч людей, мать Тереза призывала молиться о пострадавших, однако ни разу не пожертвовала деньги для помощи. Исследователи обращают внимание на сомнительные политические связи, огромные суммы денег, проходящие через её руки, и плохой уход за больными и умирающими в созданных матерью Терезой 517 миссиях в 100 странах. По мнению исследователей, прославленная монахиня придерживалась весьма жёстких и догматичных взглядов, полагая, что участь больных — страдать, поэтому запретила применять обезболивающие средства, а также резко возражала против разводов, абортов и контрацепции.
Приюты миссии милосердия зачастую отличались крайне удручающим состоянием, были оборудованы в плохо подходящих помещениях, в них было грязно, а больные не получали достаточного питания и обезболивающих. Это нельзя было списать на недостаток средств — мать Тереза получала деньги в избытке со всего мира. Робин Фокс (редактор медицинского журнала Lancet в 1990—1995) ещё в 1994 году отметил, что фонд имеет множество волонтёров, но практически не привлекает врачей и, по всей видимости, занимается скорее бурной имитацией здравоохранения, чем реальной помощью в современном понимании.
Миссия милосердия не делала различия между излечимыми и неизлечимыми больными, так что люди, которые могли бы выжить, подвергались риску смерти от инфекции и отсутствия лечения. Сама мать Тереза называла свои объекты «Домами для умирающих» (Houses of the Dying). В отличие от условий, созданных в приютах, сама мать Тереза обращалась за квалифицированной медицинской помощью для себя в известные медицинские клиники в Соединённых Штатах, Европе и Индии, что вызвало обвинения в лицемерии от критиков, таких как Кристофер Хитченс.
Американский бизнесмен Чарльз Китинг, присвоивший деньги вкладчиков фонда, перечислил Терезе $1,25 млн из похищенных $252 миллионов. Когда Китинга приговорили к лишению свободы, Тереза попросила о снисхождении. Прокурор Пол Терли предложил ей вернуть украденные деньги их владельцам. На этом переписка оборвалась.
Одним из самых популярных критиков Терезы был английский журналист, литературовед и антитеист Кристофер Хитченс, автор эссе «Миссионерская позиция: мать Тереза в теории и практике» (англ. The Missionary Position: Mother Teresa in Theory and Practice, 1995). В статье 2003 года он писал: «Это возвращает нас к средневековой коррупции церкви, которая продавала индульгенции богатым, проповедуя адский огонь, и сдержанность для бедных. Мать Тереза не была другом бедных. Она была другом бедности. Она говорила, что страдание является подарком от Бога. Она посвятила свою жизнь тому, чтобы препятствовать освобождению женщин от принудительного деторождения, аналогичного скотоводству, а также женской эмансипации, что является единственным действенным способом предотвращения нищеты в мире».
Хитченс обвинил Терезу в лицемерии, когда она выбрала передовую клинику для лечения сердечного заболевания.